# المفترس (مخلوق خيالي)
يعتبر المُفتَرِس؛ بريداتور (المعروف أيضًا باسم ياوتجا أو هيش كوتن) وهو مخلوق خيالي خارج كوكب الأرض يظهر في سلسلة أفلام بردتور للخيال العلمي، والذي يتميز باصطياده فرائسه كنوع من أنواع الرياضة. تم عرض كائنات المفترس لأول مرة في عام 1987 باعتبارها الخصم الرئيسي لبطل فيلم بريداتور ، وعادت في فيلم بريداتور 2 (1990) و مفترسات (2010) و المفترس (2018)، وكذلك أفلام المفترس ضد ألين بريداتور (2004) ألين ضد المُفترس: قداسة (2007).
كان المُفترس موضوعًا للعديد من الروايات وألعاب الفيديو والكتب المصورة، سواء بمفردها أو كجزء روايات «المفترس ضد ألين». على الرغم من عدم إعطاء اسم محدد للشخصية في الأفلام، إلا أن الأسماء المفترسة، ياوتجا،  وهيش كوتن  قد تم استخدامها بشكل بديل في الكون الموسع. تم إنشاؤها من قبل الإخوة جيم وجون توماس، ويصور الحيوانات المفترسة مثل الكبير، عاقل والروبوتات حساسة.المخلوقات التي تمتلك تكنولوجيا متقدمة، مثل التمويه نشط، أسلحة موجهة للطاقة، والسفر بين النجوم. يتنافس كل من ياوتجا وهيش كوتن على فرصة للدخول في طقوس ليصبحوا "Blooded"، وهي رتبة تُعطى للحيوانات المفترسة التي تقتل الفريسة التي تعتُبر جديرة الاصطياد.

## المفهوم والتصميم

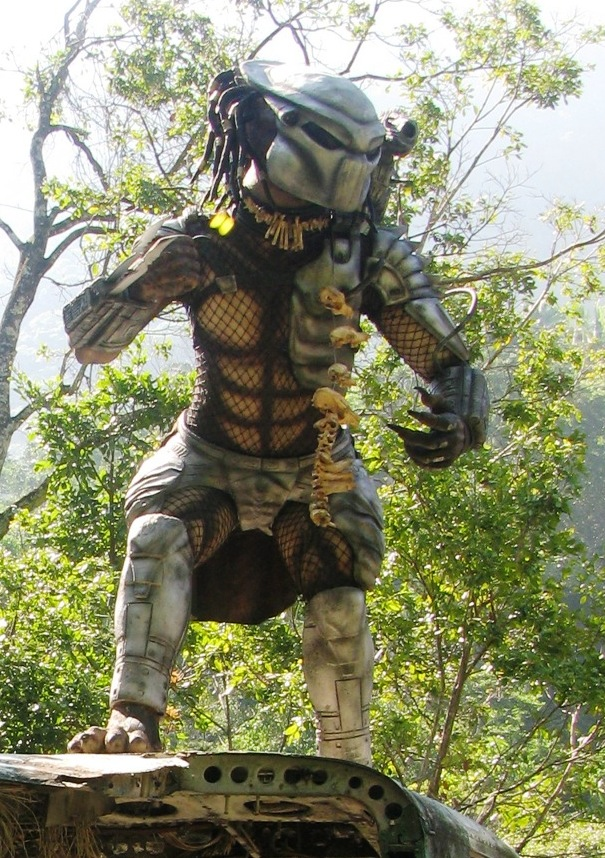
فيلم بريداتور من موقع تصوير (بويرتو فالارتا، المكسيك).

يُنسب تصميم المُفترس إلى فنان المؤثرات الخاصة ستان ونستون. أثناء سفره إلى اليابان مع المخرج الفضائي جيمس كاميرون، كان وينستون، الذي تم التعاقد معه لتصميم طائرة بريداتور، يقوم بفن مفاهيمي على متن الطائرة. رأى كاميرون ما كان يرسمه وقال، «أردت دائمًا أن أرى شيئًا بالفك السفلي.» ثم قام ونستون بإدراجه في تصميماته. ابتكر استوديو ستان ونستون جميع التأثيرات الجسدية لـ المُفترس والمُفترس 2، حيث ابتكر بدلة الجسم للممثل كيفن بيتر هول وتأثيرات الوجه الميكانيكية. تم التعاقد مع الاستوديو بعد فشل محاولات إنشاء وحش مقنع (بما في ذلك جان كلود فان دام يرتدي بذلة مختلفة تمامًا). أوصى أرنولد شوارزنيجر وينستون بعد تجربته في العمل على ذا ترمنايتور.

### تصوير الفيلم
جان كلود فان دام كان في الأصل يلعب دور المفترس. كانت الفكرة أن قدرات النجم في فنون الدفاع عن النفس ستجعل من المفترس صيادًا رشيقًا ونينجا. مع هذا الزي الأول الذي يشبه السرعوف، كان على فان دام أن يمشي على ركائز متينة لأنه كان لديه أرجل زاحفة منحنية للخلف وأذرع ممتدة. لكن هذا كان خرقاء للغاية بحيث لا يمكن التعامل معه في موقع التصوير، في الغابة الحقيقية على المنحدرات الموحلة في المكسيك. كان من المستحيل عمليا القيام به جسديا.
عند المقارنة مع شوارزنيجر، وكارل ويذرز، وجيسي فينتورا، الممثلين المعروفين بأنظمة كمال الأجسام الخاصة بهم، أصبح من الواضح أن هناك حاجة إلى رجل أكثر قوة جسديًا لجعل المخلوق يبدو وكأنه يمثل تهديدًا. في النهاية، تمت إزالة فان دام من الفيلم واستبداله بالممثل والفنان التمثيلي كيفن بيتر هول. هول، الذي يقف على ارتفاع 7 أقدام و 2 بوصات (2.18 م)، قد أنهى للتو العمل كقصة ساسكواتش في هاري وهيندرسون.

### تأثيرات خاصة ومكياج
صُنع دم المفترس من مزيج من السائل من العصي المتوهجة الممزوجة ب كي واي جيلي. يفقد الخليط توهجه بسرعة، تم استخدام هذه التقنية في جميع الأفلام الخمسة التي تصور المفترس.
تم تصميم تأثير التمويه تحت إشراف جويل هاينك. جاءت فكرة التأثير في حلم رآه أحد الإخوة توماس (الذين كتبوا الفيلم)، حيث كان هناك رجل كروم داخل كرة عاكسة. اندمج الرجل، مموهًا تمامًا، وانعكس من جميع الاتجاهات ولا يمكن رؤيته إلا أثناء الحركة. تم إنشاء التأثير من خلال تكرار صورة في نمط تموجات على شكل جسم المفترس. لقد أثبتت فعاليتها الشديدة وكانت طريقة جديدة لتقديم «رجل غير مرئي». قبل أن تكون هناك تقنية عرض رقمية، كان يتم إجراء جميع عمليات التمويه بصريًا باستخدام الوسائل الضوئية الكيميائية، بحيث لا يحصل المرء على نفس النتيجة مرتين من دمج نفس قطع الفيلم.

## مميزات

غلاف فيلم الرعب والخيال العلمي المفترس (2018)

مع تقدم السلسلة السينمائية، تم تعديل تصميم المخلوق بعدة طرق، بما في ذلك الاختلافات في لون البشرة ونمطها والاختلافات في تصميم الأقنعة والدروع.

### المظهر
يتميز المفترس جسديًا عن البشر من خلال طوله الأكبر، والفك السفلي الذي يشبه المفصليات والملحقات الطويلة الشبيهة بالشعر على رؤوسهم والموجودة في جماجمهم (التي يُعرف عنها شعبياً باسم «المجدل»). أجسامهم مرنة ضد الضرر، وقادرة على التعافي من جروح متعددة من طلقات الرصاص  وجرعات الإشعاع التي قد تكون قاتلة للإنسان. ومع ذلك، تتطلب جروحهم عناية طبية وتضم مجموعة أدوات جراحية محمولة في دروعهم لهذا الغرض. كما أنها قادرة على تحمل آلام المبرحة. تعتبر الحيوانات المفترسة أقوى بكثير من البشر، حيث تم تصويرها على أنها قادرة بسهولة على التغلب على رجل بشري مكيف  وتحطيم الخرسانة الصلبة بأيديهم العارية. هم أيضًا متسلقون مهرة ويتحركون بسهولة عبر الأشجار  أو عبر أسطح المنازل  سعياً وراء الفريسة. على الرغم من أنها قادرة على البقاء على قيد الحياة في التعرض لدرجات الحرارة في القطب الجنوبي لفترة طويلة من الزمن،  إلا أنها تشير إلى أن الحيوانات المفترسة لديها تفضيل للمناخات الاستوائية الحارة. دمائهم هو الفوسفور الإنارة باللون الأخضر. تعمل رؤيتهم بشكل أساسي في الجزء تحت الأحمر من الطيف الكهرومغناطيسي. يمكنهم بسهولة اكتشاف تباينات الحرارة في محيطهم، لكنهم غير قادرين على التمييز بسهولة بين الأشياء التي لها نفس درجة الحرارة النسبية. يزيد القناع الحيوي لـ المفترس من قدرته على الرؤية في مجموعة متنوعة من الأطياف، بدءًا من الأشعة تحت الحمراء المنخفضة إلى الأشعة فوق البنفسجية العالية، وأيضًا تصفية الحرارة المحيطة من المنطقة، مما يتيح لهم رؤية الأشياء بوضوح أكبر وتفاصيل. في حين أنهم قادرون على التنفس في الغلاف الجوي للأرض،  ينظر إلى المخلوق في بريداتور 2 باستخدام قناع التنفس بعد فقدان خوذته (على الرغم من أن هذا المفترس قد تم إطلاق النار عليه عدة مرات فقط، وبالتالي، لم يكن يعمل بكامل طاقته. الاحتمال الثاني هو أنه تم استخدامه لتصفية الشوائب في الهواء - العادم وما شابه - والتي لن توجد في بيئات أكثر طبيعية). تم ذكر عاداتهم الغذائية أيضًا في Predator 2 ، حيث تبين أن المخلوق يزور المجزر بانتظام كل يومين للتغذية على اللحوم المخزنة هناك.

### الأصوات
تتكون الأصوات الأكثر شيوعًا للمفترس من سلسلة من النقرات، والزئير، والزمجر، والهدير التي تتكون من أصوات مسجلة لحيوانات مثل الأسود والنمور والفهود ونمور النمر والكوغار ونمور الثلج والدببة السوداء والدببة الرمادية والدلافين، التمساح والإبل والفيلة. سوف تحاكي الحيوانات المفترسة لغة الإنسان في بعض الأحيان، وقد ثبت أنها تستخدم خوذاتها لفهم اللغات البشرية والتحدث بها.

## روابط خارجية
- الإناث المفترسة vs فضائي. بريداتور سنترال